# Kianz Froese
Kianz Froese, né le 16 avril 1996 à La Havane à Cuba, est un joueur international canadien de soccer jouant au poste de milieu de terrain avec le Wehen Wiesbaden en 2. Bundesliga.

## Biographie
Fils d'un Canadien de la Saskatchewan et d'une Cubaine, Kianz Froese grandit entre Winnipeg et La Havane. En 2012, à l'âge de 16 ans, il rejoint l'académie des Whitecaps de Vancouver.
Avec la sélection canadienne, il participe en 2015 au championnat de la CONCACAF des moins de 20 ans organisé en Jamaïque. Lors de cette compétition, il inscrit un but face au Salvador.

## Statistiques
| Saison                | Club                   | Championnat           | Championnat | Championnat | Coupe(s) nationale(s) | Coupe(s) nationale(s) | Compétition(s) continentale(s) | Compétition(s) continentale(s) | Compétition(s) continentale(s) | Canada | Canada | Total | Total |
| Saison                | Club                   | Division              | M.          | B.          | M.                    | B.                    | Comp.                          | M.                             | B.                             | M.     | B.     | M.    | B.    |
| 2014                  | Whitecaps de Vancouver | MLS                   | 1           | 0           | 1                     | 0                     | -                              | -                              | -                              | -      | -      | 2     | 0     |
| 2015                  | Whitecaps de Vancouver | MLS                   | 9           | 1           | 2                     | 0                     | LCC                            | 4                              | 1                              | 1      | 0      | 16    | 2     |
| 2016                  | Whitecaps de Vancouver | MLS                   | 5           | 0           | 1                     | 0                     | LCC                            | 1                              | 0                              | 1      | 0      | 8     | 0     |
| 2016-2017             | Fortuna Düsseldorf     | 2. Bundesliga         | 0           | 0           | -                     | -                     | -                              | -                              | -                              | 0      | 0      | 0     | 0     |
| Total sur la carrière | Total sur la carrière  | Total sur la carrière | 15          | 1           | 4                     | 0                     | -                              | 5                              | 1                              | 2      | 0      | 26    | 2     |

## Palmarès
Il est champion du Canada en 2015 avec les Whitecaps de Vancouver en battant l'Impact de Montréal en finale.